# Selago mixta
Selago mixta är en flenörtsväxtart som beskrevs av O.M. Hilliard. Selago mixta ingår i släktet Selago och familjen flenörtsväxter. Inga underarter finns listade i Catalogue of Life.